# Colin Turnbull
Pour les articles homonymes, voir Turnbull.
Colin Macmillan Turnbull (23 novembre 1924 - 28 juillet 1994) est un anthropologue britannique naturalisé américain qui a connu un certain succès avec deux de ses livres, Le peuple de la forêt, consacré aux Mbuti, peuple pygmée du Zaïre), et Un peuple de fauves, consacré aux Iks d'Ouganda. Il a été l'un des premiers anthropologues à travailler dans le champ de l'ethnomusicologie. En 1991, il s'établit à Dharamsala en Inde où il est ordonné moine du bouddhisme tibétain par le  14e dalaï-lama. 

## Éléments biographiques
Né à Londres en 1924, il est élève à la Westminster School puis étudiant au Magdalen College d'Oxford, où il étudie la philosophie et les sciences politiques. Après la Seconde Guerre mondiale, au bout de deux années passées à l'Université hindoue de Bénarès en Inde, il obtient un master en religion et philosophie indiennes. Il étudie  avec Sri Anandamayi Ma et Sri Aurobindo. 
En 1951, il est assistant à l'American Museum of Natural History et effectue un voyage dans l'actuelle République démocratique du Congo (alors Congo belge), où il commence à étudier le groupe pygmée des Mbuti à la suite des travaux fondateurs de Paul Schebesta. 
À partir de 1954, il revient à Oxford pour entamer des études en anthropologie. Pendant ces années d'étude, il se spécialise dans l'aire africaine. Il soutient son doctorat en 1964. 
Par la suite, Colin Turnbull est chargé de l'ethnologie africaine à la section d'anthropologie de l'American Museum of Natural History. Par ailleurs fellow du British Royal Anthropological Institute de Londres, il est en fin de carrière professeur d'anthropologie à l'Université d'État de New York. 
Connu pour ses travaux sur les pygmées ainsi que par son ouvrage sur les Iks, qui a « largement été diffusé en son temps (1972) », Colin Turnbull s'illustre également en étant l'un des premiers anthropologues à défricher le champ de l'ethnomusicologie.
À la mort de son compagnon et collaborateur afro-américain le Dr. Joseph A. Towles (décédé du SIDA en 1988), Colin Turnbull, fortement affecté, fait don de ses biens au United Negro College Fund. En 1989, il rejoint Bloomington, dans l'Indiana pour participer à la construction du Centre culturel tibétain avec son ami Thupten Jigme Norbu, frère aîné du 14e dalaï-lama. À partir de 1991, il se rend régulièrement à Dharamsala en Inde où, en 1992, il est ordonné moine du bouddhisme tibétain par le dalaï-lama. Il prend alors le nom de Lobsang Ridgol. Il meurt du SIDA en Virginie en 1994.

## Critiques
Pour le linguiste allemand Bernd Heine (en), parti étudier la langue des Iks en 1983, les publications de Turnbull présentent une vision quelque peu erronée de la société et la culture Ik. Le lieu où Turnbull a enquêté comprenait à certaines périodes plus de non-Iks que d'Iks, à telle enseigne que certains de ses informateurs étaient en fait des Diding'a. Il a présenté les Iks comme étant des chasseurs-cueilleurs, alors que des éléments indiquent que l'agriculture a toujours été une de leurs principales activités. La description qu'il donne des structures sociales et socio-culturelles des Iks est fragmentaire ou déformée, laissant de côté certains traits majeurs de leur vie sociale. Heine soutient que Turnbull a projeté ses sentiments personnels sur son sujet de recherche, aboutissant ainsi à un constat partial.

## Publications
- The Forest People, 1961  (ISBN 0-586-05940-7), traduction française Le peuple de la forêt, Stock, 1961.
- The Lonely African, 1962   (ISBN 0671200690), traduction française L'Africain désemparé, Seuil, 1965.
- Wayward Servants; The Two Worlds of the African Pygmies, 1965  (ISBN 0-8371-7927-0)
- Tibet: Its History, Religion and People (avec Thubten Jigme Norbu), 1968  (ISBN 0-7011-1354-5), traduction française par Francis Ledoux Le Tibet, Stock, 1969
- The Mountain People, 1972  (ISBN 0-671-64098-4), traduction française Un peuple de fauves, Stock, 1973, réédité sous le titre Les Iks. Survivre par la cruauté. Nord-Ouganda, Paris, Plon, coll. « Terre Humaine », 1987, 389 p.
- Africa and Change, 1973  (ISBN 0-394-31520-0)
- Man in Africa, 1976  (ISBN 0-14-022035-6)
- The Human Cycle, 1983  (ISBN 0-586-08493-2)
- The Mbuti Pygmies : Change and Adaptation, 1983  (ISBN 0-03-061537-2)